# Pactum de non petendo
Pactum de non petendo – umowa albo zastrzeżenie umowne, na mocy którego wierzyciel zobowiązuje się, że nie będzie dochodził od dłużnika spełnienia świadczenia trwale lub przez określony odcinek czasu albo pod określonymi warunkami. Najczęściej towarzyszy prolongacie zobowiązania lub kumulatywnemu przystąpieniu do długu. Zawarcie takiej umowy nie powoduje wygaśnięcia zobowiązania dłużnika, a jedynie tymczasową niemożność dochodzenia przez wierzyciela jego wykonania.